# 대한민국의 헌법재판소 사무차장
헌법재판소 사무차장(憲法裁判所 事務次長, 영어: Deputy Secretary-General of the Constitutional Court of Korea)은 헌법재판소사무처의 사무처장을 보좌하며, 사무처장이 직무를 수행할 수 없을 때에 그 직무를 대행하는 직위다. 헌법재판소법 제18조 제2항에 따라 차관급 정무직공무원으로 보한다.

## 역할과 대우
- 헌법재판소 사무처장을 보좌하며, 사무처장이 부득이한 사유로 직무를 수행할 수 없을 때에는 그 직무를 대행한다. (헌법재판소법 제17조 제6항)
- 정무직이며, 보수는 차관급으로 한다. (헌법재판소법 제18조 제2항)
- 헌법연구관의 직을 겸할 수 있다. (헌법재판소법 제19조 제10항)

## 역대 헌법재판소 사무차장
| 소장              | 대수 | 이름           | 임기                               | 비고                |
| ----------------- | ---- | -------------- | ---------------------------------- | ------------------- |
| 조규광            | 초대 | 김용호(金容昊) | 1988년 10월 7일 ~ 1993년 6월 30일  | 1급 공무원으로 출범 |
| 김용준            | 2대  | 장응수(張應水) | 1995년 9월 1일 ~ 1997년 1월 22일   | 차관급으로 격상     |
| 김용준            | 3대  | 박용상(朴容相) | 1997년 2월 21일 ~ 2000년 10월 5일  |                     |
| 윤영철            | 4대  | 서상홍(徐相弘) | 2000년 11월 6일 ~ 2005년 12월 26일 |                     |
| 윤영철            | 5대  | 정해남(鄭海南) | 2006년 1월 23일 ~ 2010년 3월 9일   |                     |
| 이강국            | 6대  | 김택수(金澤洙) | 2010년 5월 3일 ~ 2012년 2월 11일   |                     |
| 이강국            | 7대  | 이준(李峻)     | 2012년 4월 9일 ~ 2014년 1월 1일    |                     |
| 박한철            | 8대  | 김헌정(金憲政) | 2014년 1월 8일 ~ 2017년 11월 9일   |                     |
| 유남석            | 9대  | 김정원(金正元) | 2019년 11월 22일 ~ 2024년 2월 13일 |                     |
| 문형배 (권한대행) | 10대 | 김용호(金勇昊) | 2024년 12월 18일 ~                 |                     |

## 같이 보기
- 대한민국 헌법재판소
- 헌법재판소사무처
- 대한민국의 헌법재판소 사무처장